# 東皇太一

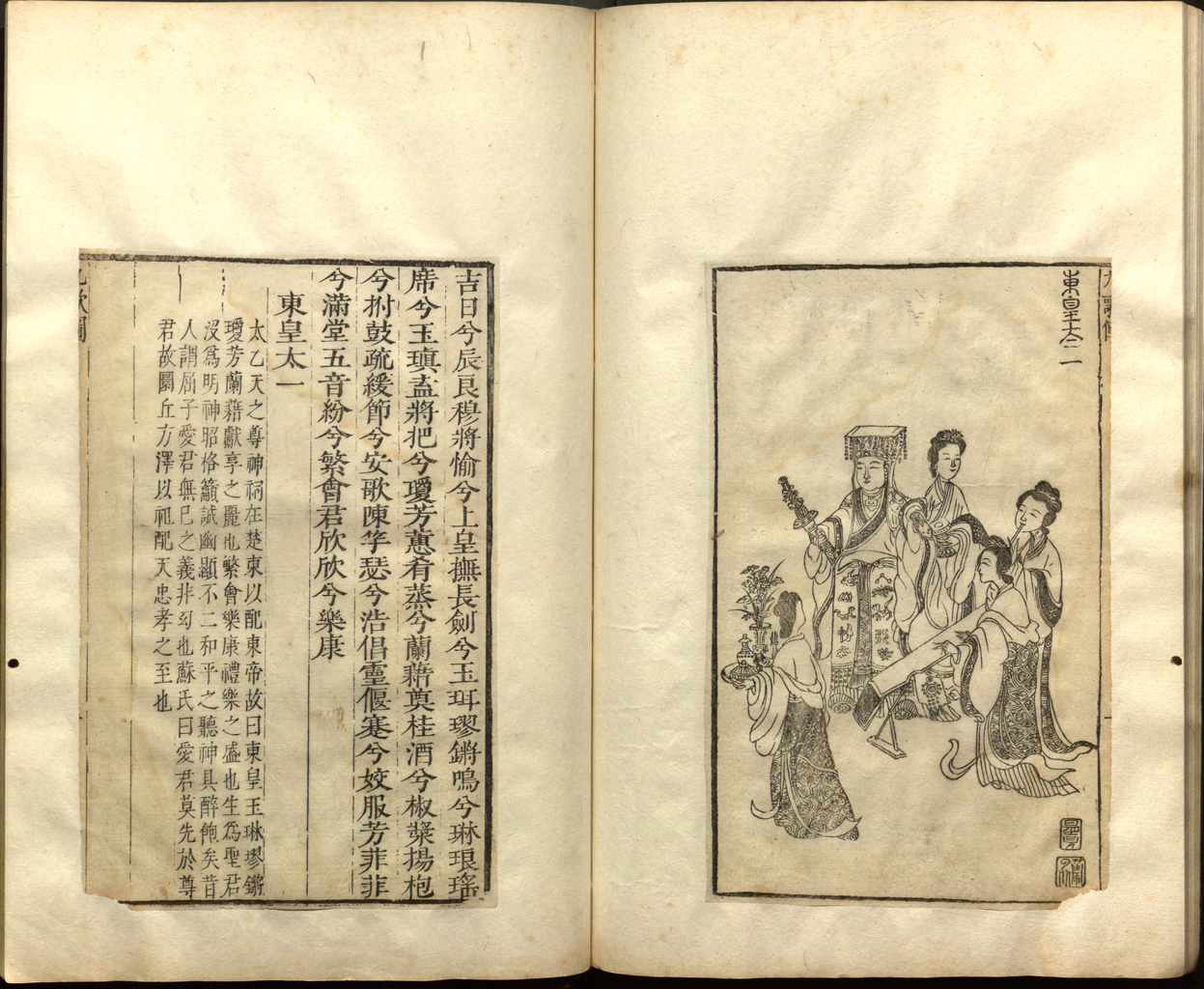
屈原『離騒』、東皇太一

東皇太一（とうこうたいいち）は、中国の先秦時代の楚国に信仰された祖先神。『楚辞』九歌・東皇太一が有名。
「東君」とも称されるが、東華帝君と同一視されることもある。天上の至尊神として太陽神を崇っているのである。